# Сапельняк, Александр Яковлевич
Алекса́ндр Я́ковлевич Сапельня́к (укр. Олександр Якович Сапельняк; род. 18 мая 1952, Кривой Рог, Днепропетровская область) — советский и украинский футболист.

## Игровая карьера
Карьеру игрока начал в дубле «Динамо», после чего через несколько лет перерыва начал выступать за херсонский «Локомотив». Несколько раз уходил из херсонского клуба и возвращался. Успел сыграть за одесский «Черноморец», запорожский «Металлург» и измаильский «Суворовец».
В составе одесситов сыграл два международных матча в Кубке УЕФА сезона 1975/76: 17 сентября 1975 года в матче «Черноморец» (Одесса) — «Лацио» (Рим, Италия) (1:0) провёл на поле 90 минут, получил предупреждение. В ответной игре 1 октября 1975 года (0:3) провёл на поле 55 минут, выйдя на замену.

## Тренерская карьера
В 1987 году был назначен начальником херсонского «Кристалла», в следующем году стал его тренером. После небольшого перерыва в 1992 году вернулся на тренерский мостик этой команды, на тот момент поменявшей название на «Водник». С 2011 года в качестве главного тренера возглавлял горностаевский клуб «Мир».